# Autorretrato (Adriana Pincherle)
Autorretrato é uma pintura da artista Adriana Pincherle conservada na prestigiosa Galeria dos Autorretratos da Galeria Uffizi, em Florença.
A obra foi doada pela própria autora, 1959, em depósito no Palácio Pitti.

## Descrição e Análise
Na tela realizada após sua primeira viagem a Paris — cidade que, desde os primórdios do século XX, pulsava como centro irradiador das linguagens modernas — Adriana Pincherle entrega ao espectador uma síntese singular entre leveza formal e profundidade existencial. A composição apresenta-se como um autorretrato no qual a artista, ainda jovem, se pinta com uma pose casual, quase teatral em sua espontaneidade estudada, sugerindo uma familiaridade com o jogo das máscaras e com o riso discreto que atravessa o espelho da representação.
O traço imediato que chama a atenção é o uso da cor: vibrante, fauvista, alegre como um gesto solar. Trata-se de uma paleta que evoca não apenas Matisse, sua referência mais persistente, mas também uma tradição italiana revalorizada pelas vanguardas do entreguerras, onde a cor não é mero ornamento, mas substância que modela, define e emociona. Nesse sentido, as palavras de Roberto Longhi — que comparava sua pintura a “plasticina embebida em cores vibrantes” — ganham aqui plena concretude: o corpo e o rosto da artista emergem como matéria viva, flexível, animada por uma vitalidade que desafia a gravidade da pose.
Mas se há alegria cromática, há também contenção compositiva. A influência de Modigliani — percebida na linearidade simplificada dos contornos, no alongamento sutil das formas e na melancolia discreta dos olhos — introduz uma tensão entre lirismo e estrutura, entre abandono e cálculo. Esse equilíbrio refinado é um dos traços mais sofisticados do autorretrato, que não se reduz a um exercício estilístico, mas se constitui como afirmação de identidade: mulher, judia, pintora, Adriana Pincherle aqui reivindica um lugar de autonomia no mundo das imagens.
A ironia e o humor que perpassam sua expressão — uma sobrancelha ligeiramente arqueada, um canto de boca que parece prestes a sorrir — fazem do retrato não um monumento ao eu, mas uma janela aberta à subjetividade múltipla. Diferente do autorretrato heroico ou martirizado de outras artistas do século, Pincherle escolhe um caminho de leveza como resistência: rir de si, mas com elegância; expor-se, mas com astúcia. A tela, então, se torna um espaço de liberdade coreografada, onde a cor canta e a forma respira.
Não há aqui drama nem solenidade — há, antes, um prazer evidente na prática pictórica, uma alegria de existir na matéria da arte. O autorretrato torna-se, assim, uma pequena ode à pintura enquanto gesto de afirmação, um manifesto íntimo onde se celebra, com graça e inteligência, o direito de ser ao mesmo tempo mulher e criadora, corpo e pensamento, ironia e cor.